# (14942) Stevebaker
(14942) Stevebaker (1995 MA) – planetoida z pasa głównego asteroid okrążająca Słońce w ciągu 5,7 lat w średniej odległości 3,19 j.a. Odkryta 21 czerwca 1995 roku.